# Dadra i Nagar Haveli
Dadra i Nagar Haveli (portugalski: Dadrá e Nagar-Aveli, gudžaratski: દાદરા અને નગર હવેલી, marathi: दादरा आणि नगर हवेली, engleski: Dadra and Nagar Haveli) je savezni teritorij Indije koji se nalazi na zapadu Indije. Nagar Haveli je ukliješten između saveznih država Gujarata na sjeveru i Maharastre na jugu, dok je Dadra enklava sjeverno od Nagar Havelija, u Gujaratu. teritorij se nalazi samo nekih dvadesetak kilometara uz rijeku od grada Damana, koji pripada drugom saveznom teritoriju Indije, Damanu i Diuu. Glavni grad teritorija je Silvassa, a prostire se na 491 km² s 342.853 stanovnika.

## Zemljopis
Dadra i Nagar Haveli leže na donjem toku rijeke Daman Ganga koja teče kroz teritorij tako da se na njezinoj sjevernoj strani nalaze gradovi Dadra i Silvassa, dok gorje Sahyādri (Zapadni Ghati) čini njegovu istočnu granicu. Prema zapadu je teritorij zatvoren indijskim državama Gujaratom i Maharastrom, iako se obala Arapskog mora nalazi veoma blizu.

## Povijest
Novija povijest Dadre i Nagar Havelija počinje s porazom poglavara regije, Kohlija, kojega su porazile osvajčke snage Rajputskog kraljevstva. Maratha Carstvo je okupiralo ovo područje zajedno s ostatkom Rajputana sredinom 18. stoljeća. Godine 1779., Maratha Peshwa je sklopio savez s Portugalcima koji im je omogućio da prikupljaju prihode od 79 sela Dadre i Nagar Havelija. Naime, Portugalci su zauzeli Nagar Haveli 10. lipnja 1783. god. na temelju prijateljskog sporazuma od 17. prosinca 1779., kao naknadu štete na portugalskoj fregati, koju je načinila Maratha mornarica.
Od tada je ovo područje pripadalo portugalskom distriktu Daman (Distrito de Damão) Portugalske Indije (Estado da Índia). Lokalne sporeve je rješavao izabrano općinsko vijeće (câmara municipal) jedinstvene općine (concelho) Nagar Haveli, dok je viša pitanja rješavao guverner distrikta Daman. Vladavina Portugala u regiji se nastavila do osamostaljenja regije 2. kolovoza 1954. god. God. 1961., su je okupirale snage vjerne Indijskom nacionalnom ujedinjenju. Regija se službeno spojila s Indijom tek 31. prosinca 1974. god. kada je Portugal prepustio Indiji suverenitet nad svim svojim posjedima u Indiji (Goa, Daman i Diu, te Dadra i Nagar Haveli).

## Vanjske poveznice
- Dadra Nagar Haveli tourism
- Dadra and Nagar Haveli, Government of D&NH